# Rathaus (Nienburg/Weser)

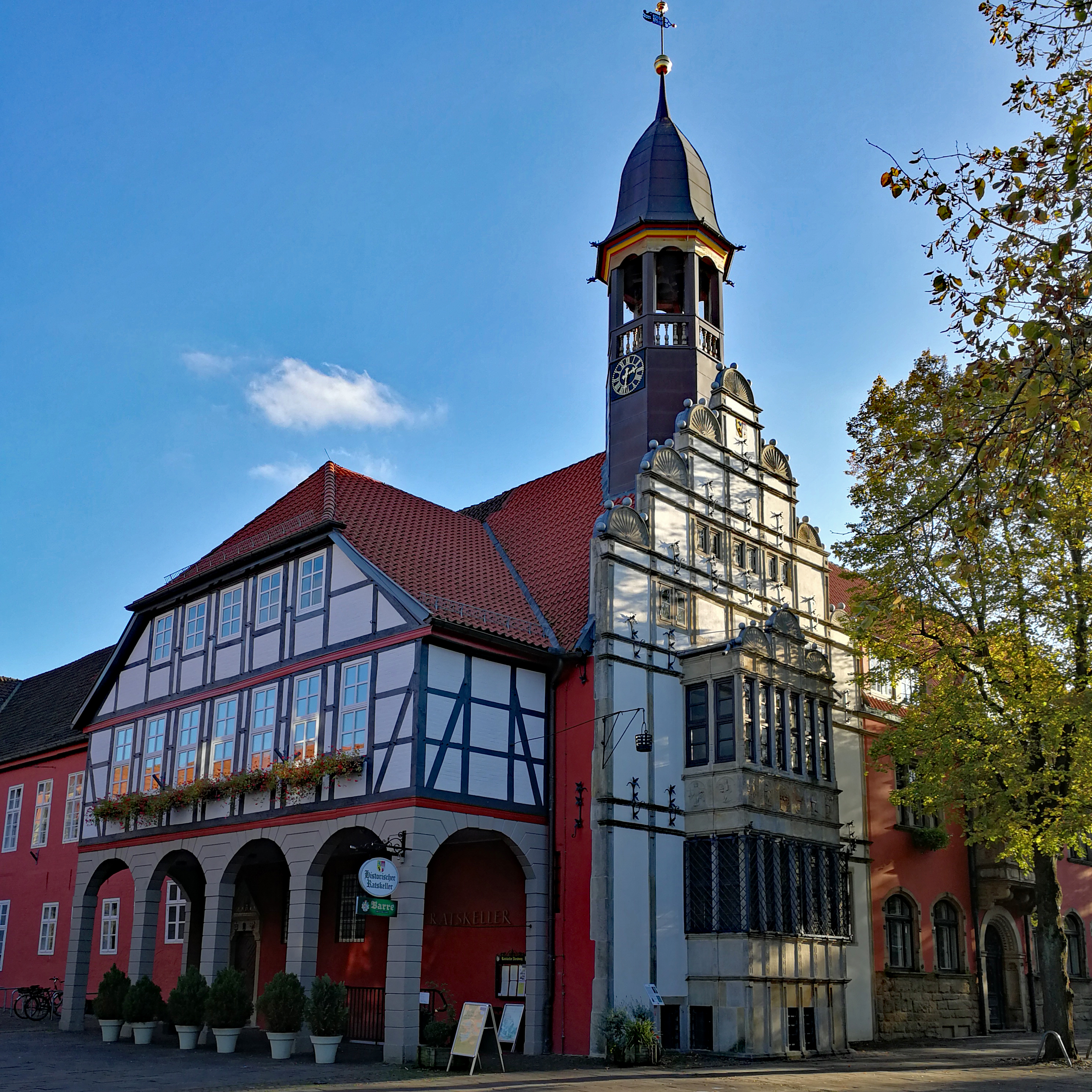
Rathaus Nienburg (Weser)

Das Rathaus von Nienburg/Weser, der Kreisstadt des Landkreises Nienburg/Weser in Niedersachsen befindet sich am Marktplatz Ecke Lange Straße. 

## Beschreibung
Das ursprünglich zweigeschossige spätgotische Bauwerk aus Backsteinen wurde im 15. bzw. 16. Jahrhundert erbaut. An der Nordseite befindet sich zwar ein Stein mit der Jahreszahl 1533, im Giebel des als Ädikula gestalteten Portals ist außer dem Wappen mit dem Braunschweiger Löwen die Jahreszahl 1585 zu sehen. Nach 1582 wurde das Haus repräsentativ im Stil der Weserrenaissance umgestaltet. Es erhielt an der westlichen Schmalseite eine Fassade mit einem Staffelgiebel mit einer zweigeschossigen Auslucht. Die Wand ist aus einem siebenachsigen System von Pilastern und Gesimsen gegliedert.
Der 1778 errichtete achteckige Giebelreiter mit Schlagglocke und Turmuhr ist in der Art einer Laterne gestaltet, die mit einer geschweiften Haube bedeckt ist. Er musste 2011 durch eine Nachbildung ersetzt werden. Im 18. Jahrhundert wurde das Rathaus nach Norden zur Marktseite durch einen Anbau erweitert. Sein Erdgeschoss wurde als Laubengang mit vier großen korbbogigen Arkaden aus Quadermauerwerk ausgeführt. Dort befindet sich der Zugang zum Ratskeller. Die beiden Obergeschosse sind aus Holzfachwerk. Bedeckt ist der Anbau mit einem Krüppelwalmdach. Im Jahre 1903 entstand passend zum Rathausgiebel mit der Front zur Langen Straße die historische Rathauserweiterung. Eine neuerliche Erweiterung erfolgte 1989.